# Agarista laetior
Agarista laetior là một loài bướm đêm trong họ Noctuidae.